# Petula Clark
Petula Sally Olwen Clark (Epsom, 15 novembre 1932) è una cantante, attrice e compositrice britannica.

## Biografia
Petula è figlia di due infermieri del Long Grove Hospital, Doris Phillips e Leslie Norman Clark.
Nel suo paese d'origine è considerata la cantante più popolare del ventesimo secolo (70 milioni di dischi venduti in tutto il mondo).
A livello internazionale è divenuta nota nel 1954 con il singolo The Little Shoemaker che raggiunge la prima posizione in Australia e la settima nella Official Singles Chart.
I primi album di Petula Clark uscirono per l'etichetta Nixa a partire dal 1956, tuttavia nessuno dei suoi album riuscì ad entrare in classifica prima del 1965.
Nel 1961 il singolo Sailor arriva in prima posizione nel Regno Unito e nella versione francese Marin arriva in seconda posizione in Francia ed il singolo Romeo composto da Robert Stolz (Salome) arriva in terza posizione nella UK Singles Chart ed in Belgio, in settima in Norvegia ed in ottava nei Paesi Bassi e nella versione francese in prima posizione nel gennaio 1962. La versione italiana del brano Romeo con il titolo di Abat-jour è stata cantata anche da Henry Wright nella celebre colonna sonora di Ieri, oggi, domani e da Milva.
In Italia viene ricordata quasi esclusivamente per i suoi successi degli anni sessanta, quando si trova in classifica con le versioni italiane dei suoi brani più famosi. Tra questi si ricordano Chariot (Sul mio carro nella versione italiana di I Will Follow Him, 1963, cantata anche dalla cantante finlandese Laila Kinnunen e dall'italiana Betty Curtis), Monsieur (1964) che ha raggiunto la prima posizione in Germania e in Italia e la nona in Olanda per cinque settimane, Quelli che hanno un cuore del 1964 (versione italiana di Anyone Who Had a Heart di Burt Bacharach nota anche nella versione francese Ceux qui ont un cœur che arriva settima in Francia) che arriva in quinta posizione in Italia e Ciao Ciao (Downtown, 1965) che arriva prima in classifica.
Con quest'ultimo brano rimane nella hit parade italiana per circa quattro mesi e vince il Festivalbar. Sempre nel 1965 Clark partecipa al Festival di Sanremo con Invece no in coppia con Betty Curtis.
Sempre nel 1965 con il singolo I Know a Place arriva prima in Canada e con Gocce di mare in decima posizione in Italia (versione italiana di Round Every Corner che arriva sesta in Canada).
Nel 1966 il singolo My Love raggiunge la prima posizione nella Billboard Hot 100 per due settimane con il disco d'oro, arrivando primo anche in Canada e Rhodesia, quarto nel Regno Unito e in Australia con il disco d'argento e sesto in Nuova Zelanda e Sudafrica: in Italia esce in italiano con il titolo L'amore e il vento.
Nel 1967 il singolo This Is My Song arriva prima per tre settimane nel Regno Unito, in Irlanda e nei Paesi Bassi; in Australia arriva terza nella Billboard Hot 100 in Norvegia arriva sesta; nella versione italiana col titolo Cara felicità arriva al primo posto, come anche nella versione francese col titolo C'est Ma Chanson. Anche nel 1967 arriva prima in Australia con Don't Sleep in the Subway.
È inoltre un'apprezzata interprete di musical e, nel corso degli anni, ha recitato più volte nel West End londinesi, ricoprendo ruoli come Maria von Trapp in Tutti insieme appassionatamente (1980), Norma Desmond in Sunset Boulevard (1994) e la signora degli uccellini in Mary Poppins (2019), un ruolo che le valse una candidatura al Laurence Olivier Award alla migliore attrice non protagonista in un musical.
Downtown è stata utilizzata nell'episodio d'apertura della terza stagione della serie Lost, che è stata trasmessa negli USA il 4 ottobre 2006 e nella pubblicità della Chevrolet Aveo andata in onda nel 2008. Viene anche suonata dalle due protagoniste nel film Ragazze interrotte del 1999. Nel 2006 ne viene fatta una versione dalla ex spicegirl Emma Bunton.
Nel 2008 Call Me è stata utilizzata dalla Vodafone per i suoi spot in Italia. Downtown è stata utilizzata nel 4' episodio dell'ultima serie X-files del 2016 e nell'ultimo film di Edgar Wright, "Last night in Soho" (2021) eseguita dall'attrice Anya Taylor Joy.

## Vita privata
Petula Clark ha tre figli - due femmine e un maschio - nati dal suo unico matrimonio con Claude Wolff: i due si erano conosciuti nel 1957. Nel 2024 è rimasta vedova.
Nel 1967 a Las Vegas è stata testimone di nozze per Charles Aznavour, suo collega e caro amico.
Ha appoggiato sia Margaret Thatcher, alla quale mandò un telegramma di congratulazioni quando la "lady di ferro" diventò per la prima volta premier, sia Tony Blair.
Dal 2012 Petula Clark vive per la maggior parte dell'anno a Ginevra, in Svizzera; ha anche uno chalet nelle Alpi francesi, dove le piace sciare, e un pied-à-terre a Chelsea.

## Discografia
- Downtown (1965) US #21
- I Know a Place (1965) US #42
- Petula Clark Sings the World's Greatest International Hits (1965) US #129
- A Sign of the Times/My Love (1966) US #68
- I Couldn't Live Without Your Love (1966) UK #11 / US #43
- Petula Clark's Hit Parade (1967) UK #18
- Color My World/Who Am I (1967) US #49
- These Are My Songs (1967) UK #38 / US #27
- The Other Man's Grass Is Always Greener (1968) UK #37 / US #93
- Petula (1968) US #51
- Finian's Rainbow (1968) US #90
- Petula Clark's Greatest Hits, Vol. 1 (1969) US #57
- Portrait of Petula (1969) US #37
- Goodbye, Mr. Chips (1969) US #164
- Just Pet (1969) US #176
- Memphis (1970) US #198
- Warm and Tender (1971) US #178
- 20 All Time Greatest (1977) UK #18
- The Ultimate Collection (2002) UK #18
- Then & Now: The Very Best of Petula Clark (2008) UK #17

## Filmografia
- Medal for the General (1944)
- Strawberry Roan (1944)
- La parola che uccide (Murder in Reverse), regia di Montgomery Tully (1945)
- So dove vado (1945)
- London Town, regia di Wesley Ruggles (1946)
- Trouble at Townsend (cortometraggio documentaristico) (1946)
- Easy Money, regia di Bernard Knowles (1948)
- Here Come the Huggetts (1948)
- Vice versa (Vice Versa), regia di Peter Ustinov (1948)
- Don't Ever Leave Me (1949)
- The Huggetts Abroad (1949)
- The Romantic Age, regia di Edmond T. Gréville (1949)
- Vote for Huggett (1949)
- Ragazze inquiete (1950)
- Madame Louise (1951)
- Quelli che mai disperano (1951)
- Asso pigliatutto (1952)
- Made in Heaven, regia di John Paddy Carstairs (1952)
- The Monster of Killoon (film TV) (1952)
- The Gay Dog (1954)
- The Happiness of Three Women (1954)
- The Runaway Bus (1954)
- Fast and Loose (serie TV) (1955)
- Track the Man Down (1955)
- ITV Television Playhouse (serie TV) (1957)
- That Woman Opposite (1957)
- L'anglais tel qu'on le parle (film TV) (1966)
- The Red Skelton Show (serie TV) (1966)
- Sulle ali dell'arcobaleno (1968)
- Goodbye Mr. Chips (1969)
- It's Cliff Richard (serie TV) (1970)
- Traces of Love (film TV) (1979)
- Never Never Land (1980)
- Sans famille (serie TV) (1981)

## Teatro

### Attrice
- The Sound of Music, libretto di Howard Lindsay e Russel Crouse, testi di Richard Rodgers, colonna sonora di Oscar Hammerstein II, regia di John Fearnley. Apollo Victoria Theatre di Londra (1981)
- Someone Like You, libretto di Robin Midgley e Fay Weldon, testi di Dee Shipman, colonna sonora di Petula Clark, regia di Robid Midgley. Novello Theatre di Londra (1990)
- Blood Brothers, libretto e colonna sonora di Willy Russell, regia di Bob Tomson. Music Box Theatre di Broadway (1993) e tour statunitense (1994)
- Sunset Boulevard, libretto di Christopher Hampton, testi di Don Black, colonna sonora di Andrew Lloyd Webber, regia di Trevor Nunn. Teatro Adelphi di Londra (1995-1997)
- Sunset Boulevard, libretto di Christopher Hampton, testi di Don Black, colonna sonora di Andrew Lloyd Webber, regia di Susan H. Schulman. Tour statunitense (1998)
- Sunset Boulevard, libretto di Christopher Hampton, testi di Don Black, colonna sonora di Andrew Lloyd Webber, regia di Martin Yates. Cork Opera House di Cork (2004)
- Mary Poppins, libretto di Julian Fellowes, colonna sonora e testi di Richard M. Sherman, Robert B. Sherman, George Stiles ed Anthony Drewe, regia di Richard Eyre. Prince Edward Theatre di Londra (2019)

### Compositrice
- Someone Like You, libretto di Robin Midgley e Fay Weldon, testi di Dee Shipman (1990)

## Doppiatrici italiane
- Miranda Bonansea in Asso pigliatutto
- Flaminia Jandolo in Goodbye, Mr. Chips
- Alba Cardilli in Muppet Show